# Indios de Mayagüez (baloncesto)
Los Indios de Mayagüez, es un club puertorriqueño de baloncesto profesional de la ciudad de Mayagüez que compite en la Baloncesto Superior Nacional, la máxima categoría del baloncesto en Puerto Rico.
Disputa sus encuentros en el Palacio de los Deportes, con capacidad para 7.000 espectadores. El entrenador del equipo es  Xavier Aponte. Los colores del equipo son el rojo y el verde.

## Palmarés
- Campeón BSN: 2012
- Semifinalista BSN: 2009, 2012, 2013
- Finalista Copa Cano Jirao: 2013

## Posiciones en la BSN
- 1998:15
- 2000:10
- 2001:5
- 2002:5
- 2003:5
- 2004:5
- 2007:11
- 2008:7
- 2009:7
- 2010:10
- 2011:10
- 2012:3
- 2013:6